# 11964 Пригожин
11964 Приго́жин (11964 Prigogine) — астероїд головного поясу, відкритий 10 серпня 1994 року.
Тіссеранів параметр щодо Юпітера — 3,272.
Назва на честь І. Р. Пригожина — бельгійського хіміка російського походження.